# Macaco-prego-do-peito-amarelo
O macaco-prego-do-peito-amarelo (nome científico: Sapajus xanthosternos) é uma espécie de macaco-prego, um macaco do Novo Mundo, da família dos cebídeos (Cebidae).  Já foi considerado como subespécie de Cebus apella, é morfologicamente e geneticamente distinto e por isso é uma espécie propriamente dita. Foi incluído no gênero Sapajus a partir de 2012, por Lynch Alfaro et al, baseando-se no trabalho de Silva Jr (2001).
A coroa não contrasta com o restante do corpo e muitas vezes é considerado uma exceção entre os macacos-pregos porque não possui tufos de pelo evidentes na cabeça.
Como os outros macacos-pregos, possui uma dieta variada, se alimentando desde pequenos vertebrados e ovos, até flores e frutos. Se alimentam de até 96 espécie de plantas, e ingere as sementes de 88 delas, e por isso é importante dispersor de sementes nos ambientes em que vivem.
É classificado como "criticamente em perigo" pela União Internacional para a Conservação da Natureza (IUCN). Apesar de não se ter estimativas completas de suas populações, acredita-se ser um dos mais raros macacos do Novo Mundo, e ocorre em áreas com intensa ocupação humana, desde a colonização pelo europeus. Aparentemente, existem cerca de 3000 em liberdade, mas nenhuma população é viável a longo prazo. Existem cerca de 140 animais em cativeiro. Ocorre na Reserva Biológica de Una, no Parque Estadual da Serra do Conduru e no recém-criado Parque Nacional de Serra das Lontras, na Bahia; e na Reserva Biológica da Mata Escura em Minas Gerais.

## Características físicas
O macaco-prego-do-peito-amarelo tem a cabeça e a barriga amarelas, similar à um dourado e tem o resto do corpo todo em preto, possui uma calda levemente preênsil, possibilitando-o atacar e utilizar a calda para movimentação. O macho tem um comprimento de aproximadamente 39 centímetros e uma cauda de aproximadamente 41, pesando entre 2 e 4.8 quilos. Já a fêmea tem uma altura um pouco reduzida, tem entre 36 e 39 cm de comprimento e pesa 1.3 quilos. Essa espécie de macaco foi diferenciada pela ausência de tufos na cabeça, enquanto outras espécies de macaco-prego tem, essa não tem.

## Distribuição geográfica e habitat

### Ocorrência
Essa espécie ocorre em lugares distintos, porém ele tem preferência pela floresta tropical pluvial e pela floresta ombrófila submontana, onde tem árvores grandes, eles também estão presentes em manguezais e em locais de Florestas estacional semidecidual que é um tipo de vegetação que constitui a Mata Atlântica, habitat de maior afinidade da espécie. O Sapajus xanthosternos mesmo sendo uma espécie versátil tem preferência por florestas maduras e bem desenvolvidas. Está presente no Centro-Leste do Brasil, sul e leste do Rio São Francisco, no sul do Rio Jequitinhonha, nos estados da Bahia, Minas Gerais e Sergipe. O macaco-prego-do-peito-amarelo tem uma área de vida estimada entre 418 a 1030 hectares, entretanto outros dados de área de vida surgiram, o que tornou esse parâmetro muito relativo, um exemplo disso é que na REBIO Una foi registrado uma área de vida, para um grupo de 23 a 27 indivíduos, de aproximadamente 1030 hectares e após a fissão do grupo o número de indivíduos foi reduzido para 14 e a área de vida não seguiu uma constante e foi reduzida para 969 hectares. Também foi observado na RPPN Capitão, com um grupo de 9 a 10 indivíduos, uma área de vida de 478 hectares. Na Reserva Biológica Michelin, com um grupo de 17 a 18 indivíduos, foi computada uma área de vida de 418 hectares.

### Conservação
Apesar de ser uma espécie que consegue se adaptar bem a alguns biomas e consegue extrair recursos e alimentos de forma eficiente ele está criticamente ameaçado de extinção e isso se dá por questões antrópicas, e as principais causas são a caça, criação ilegal, tráfico de animais, assentamentos rurais, agricultura, pecuária, desmatamento, destruição de habitats, redução de habitats e apanha de espécies.

## Ecologia e comportamento

### Organização e estrutura Social
A espécie Xanthosternos tem um característica comum entre os vertebrados que é o relacionamento em teia de Poliginandria, que é um comportamento complexo, mas comum, esse tipo de relacionamento se baseia na poligamia, onde dois ou mais machos se relacionam com duas ou mais fêmeas, nessa espécie é mais comum terem mais fêmeas do que machos. Os grupos dessa espécie foram descritos como tendo entre 3 e 30 macacos. Essa espécie tem uma característica de muita resistência e tolerância aos efeitos de fragmentação de habitat, movendo-se muito facilmente entre os chamados hotspots, indo desde áreas de exploração de madeireiras até áreas de cabruca e matas densas. As fêmeas dos grupos de primatas são normalmente filopátricas, ou seja, ela se mantem no grupo de origem, porém elas podem abandonar esses grupos por resultado de fissões permanentes e pressões e os machos tem normalmente se dispersam do grupo de origem, e tendo por consequência disso infanticídio por invasão de machos forasteiros, prática comum em alguns gêneros de primatas. Foi observado também um comportamento de intimidação por meio de métodos agonísticos, esse método é baseado em vocalizações agressivas, enfretamentos agressivos, brigas, empurrões, os machos se encontram tentam se intimidar por meio dos gritos e quando isso não ocorre eles partem pra cima, mordendo, agarrando e batendo no outro, podendo ser um contra um, ou dois ou mais contra um.

### Dieta
A dieta dos Sapajus xanthosternos, é descrita como variada e abrange diversos itens alimentares como frutos, flores, partes vegetativas, mais especificamente base foliar de bromélia, meristema apical de palmeiras, broto de bambu e talos, também tem alguns invertebrados em sua dieta e também algumas cascas e terra, um hábito interessante observado nessa espécie é a habilidade dele de extrair recursos e alimentos, como eles utilizarem pedras para abrir cocos das espécies Syagrus sp e Attalea sp., por Canale et al.,2009. Foi observado na Reserva Biológica de Una um hábito um pouco diferente, o macaco-prego-do-peito-amarelo além de ter hábitos onívoros também tem um hábito predatório com lagartos, como foi observado numa pesquisa de campo na  Reserva Biológica de Una, de acordo com os resultados da pesquisa, foi percebido que os macacos predavam 5 tipos de lagartos tendo sido 3 deles identificados pelos pesquisadores, sendo o primeiro o da família Polychrotidae, o segundo da família dos Dactyloidae, e o terceiro da família Leiosauridae. Os outros 2 lagartos não foram identificados pelos pesquisadores pois os lagartos foram completamente comidos pelos macacos. Uma observação do grupo foi que em todos os dias de observação, os macacos não compartilhavam partes dos lagartos com outros membros, mesmo que alguns desses membros implorassem por uma parte. O processo de alimentação dos macacos-prego-do-peito-amarelo é por etapas, primeiro os lagartos tinham todas as suas vísceras retiradas e o trato digestivo completamente retirada e comida, após isso sua cabeça e membros anteriores são totalmente comidas, porém seus membros posteriores muitas vezes caem das árvores onde eles estão se alimentando, possibilitando assim o rastreamento e pesquisa dos tipos de lagartos. Outro caso de predação do macaco-prego-do-peito-amarelo, que é uma espécie em perigo crítico de extinção, é com os ovos de uma espécie de ave que também está em ameaça de extinção que é o Mutum-do-sudeste, nome científico Crax blumenbachii, esse caso de predação é raro e foi percebido na Mata Atlântica, mais especificamente na Reserva Biológica de Una.

### Predação
A capacidade antipredação do Xanthosternos é muito grande, eles dispõem de alguns métodos, o mais evidente é a defesa grupal, onde o número de indivíduos tende a intimidar o predador, o que é muito benéfico para essa espécie pois eles têm um grupo que é relativamente grande, em relação a maioria dos predadores desse indivíduo, que são predadores individualistas. Nos dias atuais, a fragmentação de habitats causadas pela caça tem aumentado a porcentagem de predação, causada pela baixa densidade populacional, ou seja, reduzindo esse tipo de método antipredação. Porém o macaco-prego-do-peito-amarelo também se adaptou a caça humana e começou a adotar uma estratégia contra isso, tornaram-se mais discretos e silenciosos durante encontros com humanos e até mesmo sem a presença de humanos, alterando dessa forma muito do seu comportamento em relação à alimentação e habitat, porém quando tem contatos diretos, essa espécie arremessa objetos e balançam ganhos com o objetivo de assustar os seres humanos. Outra forma dessa espécie se manter longe da predação é causada pela sua cor e pelo seu hibridismo, que gera uma baixa visibilidade do grupo pelos seus predadores, porém durante suas idas aos corpos de água eles se tornam extremamente vulneráveis aos predadores. A vocalização de sinais de alerta também é muito utilizada, para avisar os companheiros, também utilizam sinais de contato, alteram locais de dormir, escolhem rotas onde não encontraram predadores outras vezes, mudam constantemente a altura onde ficam para não viciarem um comportamento. As fêmeas tem preferência por interagir mais com os machos do que com fêmeas, algo que também foi percebido em outra espécie do gênero Sapajus, que é o S. nigritus, as fêmeas preferem se associar à machos pois eles são mais vigilantes e mais eficientes nas estratégias de antipredação.

### Reprodução
O macaco-prego-do-peito-amarelo se reproduz por meio da reprodução sexuada, como a maioria dos animais, tem um cariótipo 2n= 54 cromossomos. A espécie de primata tem um tempo de gestação de 5 a 6 meses e tem um tamanho de prole de 1. Tem um sistema de relacionamento intraespecífico poligãmico. Após uma gestação completa tem um intervalo entre nascimentos de 2 anos, essa espécie tem uma longevidade de 40 a 50 anos. A fêmea da espécie Sapajus xanthosternos atinge a maturidade sexual aos 4 anos de idade e há uma ausência de dados sobre a maturidade sexual do macho da mesma espécie. A taxa geracional dessa espécie é de 16 anos, por IUCN/SSC 2007. O macho-alfa dessa espécie normalmente escolhe as fêmeas que ele vai se relacionar, pois o macho-alfa tem uma maior capacidade de proteção dos filhotes. Os outros machos do grupo também conseguem ser sexualmente ativos, porém o alfa é o com maior índice de reprodução entre eles. Um ritual de reprodução comum entre essa espécie é que a fêmea faz a elevação da sobrancelha e joga a cabeça e o pescoço pra trás, efetua o contato físico com o macho e corre fazendo sons, o macho após todo esse ritual faz contato visual com a fêmea e começa a dançar e efetuar cambalhotas. A taxa de cópula do Sapajus xanthosternos é maior nos meses de junho, julho e agosto percebendo assim uma preferência por um clima mais frio pro acasalamento, durante esses meses de cópula, as fêmeas se afastam dos grupos por um tempo para acasalar e é nesse momento em que fêmeas e machos se afastam para a cópula que os machos forasteiros se integram nos grupos e cometem atos de infanticídio.